# Fal·lus

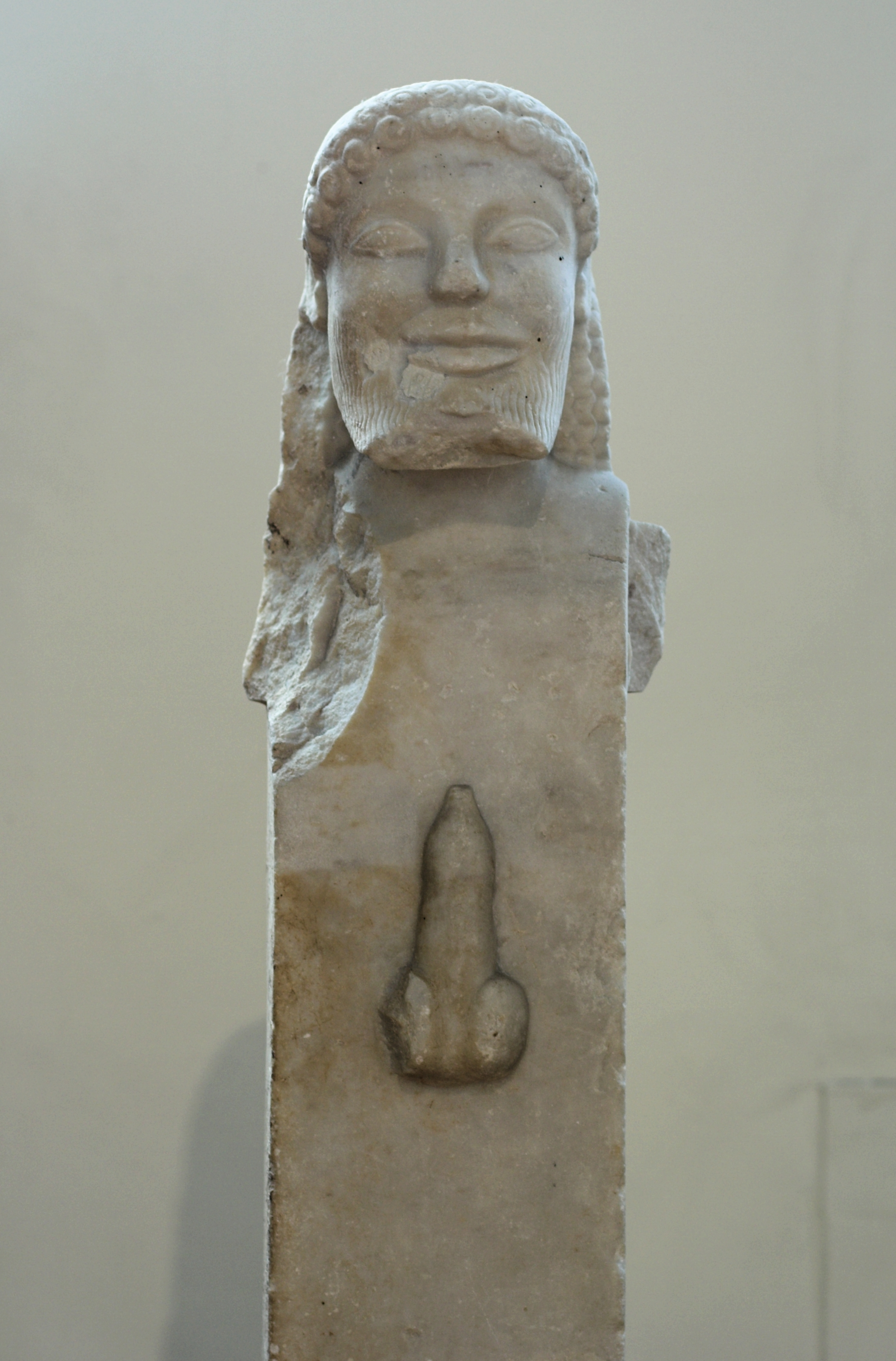
Herma, c. 520 aC (Museu Arqueològic Nacional d'Atenes).

El fal·lus (del llatí phallus i aquest del grec φαλλός) és un penis (sobretot erecte), un objecte en forma de penis, o una imatge que imita un penis.
La paraula "fal·lus" pot referir-se al penis en erecció o a un objecte amb forma de penis, com ara un consolador, o una figureta amb forma de genitals externs masculins utilitzada per a rendir culte a una divinitat. S'associa amb la fertilitat i el poder generatiu, entre altres coses. Aquesta simbologia d'un penis erecte també és un tema recurrent en la psicoanàlisi, com a signe de poder. També té un valor apotropaic de protecció contra l'esterilitat.